# Kongou-See
Der Kongou-See (französisch Lac Kongou, auch Mare de Kongou) ist ein See in Niamey, der Hauptstadt Nigers.

## Geographie
Der Kongou-See befindet sich im Trockental Kori de Ouallam im Nordosten des ländlichen Gemeindegebiets von Niamey. Er weist eine Länge von 11.210 m, eine Breite von 630 m und eine Tiefe von 5 m auf. An seinem nördlichen Ufer liegen das Dorf Kongou Gorou und der Weiler Gayi Kouara, an seinem südlichen Ufer das Dorf Kongou Zarmagandey. Im Norden des Gewässers erheben sich Laterit-Hochebenen mit einer durchschnittlichen Seehöhe von 256 m. Im Süden erstrecken sich Terrassen auf einer Seehöhe von 210 m. Der Kongou-See ist Teil der Übergangszone zwischen Sahel und Sudan. Die durchschnittliche jährliche Niederschlagsmenge beträgt hier zwischen 400 und 500 mm.
Das Einzugsgebiet des Kongou-Sees beläuft sich auf 149 km². Er wird im Norden von vier kleinen Trockentälern (koris) gespeist. Die Entwaldung der Böden infolge des Bevölkerungswachstums von Niamey führte dazu, dass die Flussordnungszahl nach Shreve zwischen den Jahren 1975 und 2015 um das Zweieinhalbfache anstieg. Dies wiederum bewirkte eine fortschreitende Versandung des Sees.

## Wirtschaftliche Bedeutung
Entlang des Sees erstrecken sich Hunderte von Obst- und Gemüsegärten. Hier werden von September bis Juni unter anderem Kartoffeln, Kohl, Karotten, Zwiebeln, Zucchini, Tomaten, Paprika, Rüben und Petersilie angebaut. Die Aussaat auf den Hirsefeldern in der Gegend beginnt im Juli. Mit dem Ziel zur Ernährungssicherheit beizutragen, unterstützten die Islamische Entwicklungsbank sowie Spanien und Italien im Rahmen der Entwicklungszusammenarbeit die landwirtschaftlichen Aktivitäten.